# Stadtbücherei Wesel
Die Stadtbücherei Wesel ist eine kommunale Bibliothek in der Innenstadt von Wesel am Niederrhein. Die ursprünglich 1925 ins Leben gerufene Einrichtung wurde 1946 neu gegründet und befindet sich seit 1975 nach mehreren Standortwechseln neben dem heutigen Rathaus der Stadt. Ihr Angebot umfasst rund 96.000 Medien, darunter auch digitale Bestände und CDs.

## Lage und Gebäude
Die Bücherei liegt an der Ritterstraße in der Innenstadt Wesels. Sie ist Teil eines Gebäudekomplexes, welches das Rathaus und die Volkshochschule Wesel-Hamminkeln-Schermbeck einbezieht und 1975 eröffnet wurde. Der Kornmarkt und das Städtische Bühnenhaus Wesel liegen in unmittelbarer Nähe. Die Stadtbücherei nimmt zwei Etagen des Gebäudes ein. Ergänzt wird sie durch das Stadtarchiv Wesel, das sich in der Zitadelle Wesel befindet und historische Literatur und Schriften anbietet.

## Geschichte
1925 wurde im historischen Rathaus Wesel eine Bücherei eröffnet. Diese zog 1934 in das Gebäude der Alten Kommandantur um. Im Zweiten Weltkrieg wurde der Bestand zerstört und im September 1946 mit der Einrichtung einer Bibliothek in einer Baracke an der Gelißstraße im Stadtteil Schepersfeld ein Neuanfang gesetzt. Am 11. November 1946 wurde sie offiziell wiedereröffnet. Anschließend wurde der Bestand erweitert und die Bibliothek zog mehrfach um, zuerst in die Reitzenstein-Kaserne an der Friedenstraße. Mit dem Umzug ins erste Nachkriegsrathaus nahe dem historischen Standort der Mathenakirche kehrte sie 1952 in die Innenstadt zurück und ab 1958 war sie im Stadtwerkehaus an der Ecke Esplanade/Kreuzstraße untergebracht. Die Umzüge waren immer durch Platzmangel begründet.
Im August 1972 begann der Bau des Gebäudekomplexes rund um das neue Rathaus und am 2. Januar 1975 wurde das Bildungszentrum mit Stadtbücherei und Volkshochschule eröffnet. Die zuvor für vier Monate geschlossene Bücherei hatte durch den Umbau rund 1.100 Quadratmeter mit damals rund 30.000 Medien zur Verfügung. Die Nutzung war ab dem 16. Januar 1975 wieder möglich. Die Stadtbücherei Wesel war damals die erste Bücherei einer Mittelstadt, die zur Kontrolle der Ausleihen Datenverkehr einsetzte. Dies funktionierte durch einen elektronischen Stift, der Strichcodes einlas.